# Copa del Generalíssim de futbol 1950-51
La Copa del Generalíssim de futbol 1950-51 va ser la 47ena edició de la Copa d'Espanya.

## Vuitens de final
29 d'abril i 3 de maig. Exempts: Real Gijón i Club Atlético Tetuán.
| Equip 1                | Global | Equip 2                 | Anada | Tornada |
| ---------------------- | ------ | ----------------------- | ----- | ------- |
| Deportivo de La Coruña | 1-2    | Real Santander          | 1-0   | 0-2     |
| Reial Societat         | 5-2    | Celta de Vigo           | 4-1   | 1-1     |
| Reial Valladolid       | 4-7    | Club Atlético de Madrid | 4-3   | 0-4     |
| RCD Espanyol           | 5-7    | Club Athletic de Bilbao | 4-2   | 1-5     |
| Reial Madrid CF        | 8-3    | València CF             | 3-2   | 5-1     |
| Sevilla CF             | 1-5    | FC Barcelona            | 1-2   | 0-3     |

## Quarts de final
6 i 10 de maig.
| Equip 1                 | Global | Equip 2         | Anada | Tornada |
| ----------------------- | ------ | --------------- | ----- | ------- |
| Club Athletic de Bilbao | 5-2    | Real Gijón      | 3-1   | 2-1     |
| Reial Societat          | 6-2    | Real Santander  | 3-2   | 3-0     |
| Club Atlético de Madrid | 1-2    | Reial Madrid CF | 0-1   | 1-1     |
| Club Atlético Tetuán    | 2-7    | FC Barcelona    | 1-3   | 1-4     |

## Semifinals
13 i 20 de maig.
| Equip 1        | Global | Equip 2                 | Anada | Tornada |
| -------------- | ------ | ----------------------- | ----- | ------- |
| Reial Societat | 3-0    | Reial Madrid CF         | 1-0   | 2-0     |
| FC Barcelona   | 2-1    | Club Athletic de Bilbao | 0-0   | 2-1     |

## Final
| FC Barcelona                  | 3 - 0 | Reial Societat |
| ----------------------------- | ----- | -------------- |
| César 31', 67' · Gonzalvo 44' |       |                |

## Campió
| Campions de la Copa d'Espanya 1951 |
| ---------------------------------- |
| Futbol Club Barcelona 10è títol    |